# 恋するポルノ・グラフィティ
『恋するポルノ・グラフィティ』（原題：Zack and Miri Make a Porno）は、2008年にアメリカで製作されたロマンティック・コメディ映画。日本では劇場公開されずビデオスルーになった。

## ストーリー
ペンシルベニア州のモンロービル。幼馴染のザックとミリはルームシェアをしながら、互いに定職に就かず暮らしていた。そんなある日、二人は高校の同窓会に出席する。ミリは当時憧れていたボビーに想いを告げるのだが、実は彼はゲイであったため、あっさり振られてしまう。しかも長期間家賃を滞納していたザックとミリは、ついに電気や水道を止められてしまうのだった。困り果てた二人だったが、ボビーの恋人であるブランドンがゲイポルノ俳優として多額のギャラを稼いでいると、同窓会で話していたことを思い出したザックは、自分達もポルノ映画を撮ろうと提案する。そして二人はスタッフや機材を集めて、パロディ・ポルノ映画の製作を開始するのだった。

## キャスト
| 役名         | 俳優                 | 日本語吹替 |
| ------------ | -------------------- | ---------- |
| ザック       | セス・ローゲン       | 遠藤純一   |
| ミリ         | エリザベス・バンクス | 魏涼子     |
| ディレーニー | クレイグ・ロビンソン | 乃村健次   |
| レスター     | ジェイソン・ミューズ | 福田賢二   |
| バブルス     | トレイシー・ローズ   | 小林美奈   |
| ボビー       | ブランドン・ラウス   | 須藤翔     |
| ブランドン   | ジャスティン・ロング | 井田国男   |
| ステイシー   | ケイティ・モーガン   | 榊原奈緒子 |
| ディーコン   | ジェフ・アンダーソン |            |
| バリー       | リッキー・メイブ     |            |
| ロクサーヌ   | アン・ウェイド       |            |
| ジェンキンス | トム・サヴィーニ     |            |

## スタッフ
- 監督：ケヴィン・スミス
- 製作：スコット・モシャー
- 製作総指揮：カーラ・ガーディニ、ボブ・ワインスタイン、ハーヴェイ・ワインスタイン
- 脚本：ケヴィン・スミス
- 撮影：デヴィッド・クライン
- 音楽：ジェームズ・L・ヴェナブル